# 霍赫斯陶芬山
47°45′0″N 12°51′0″E / 47.75000°N 12.85000°E

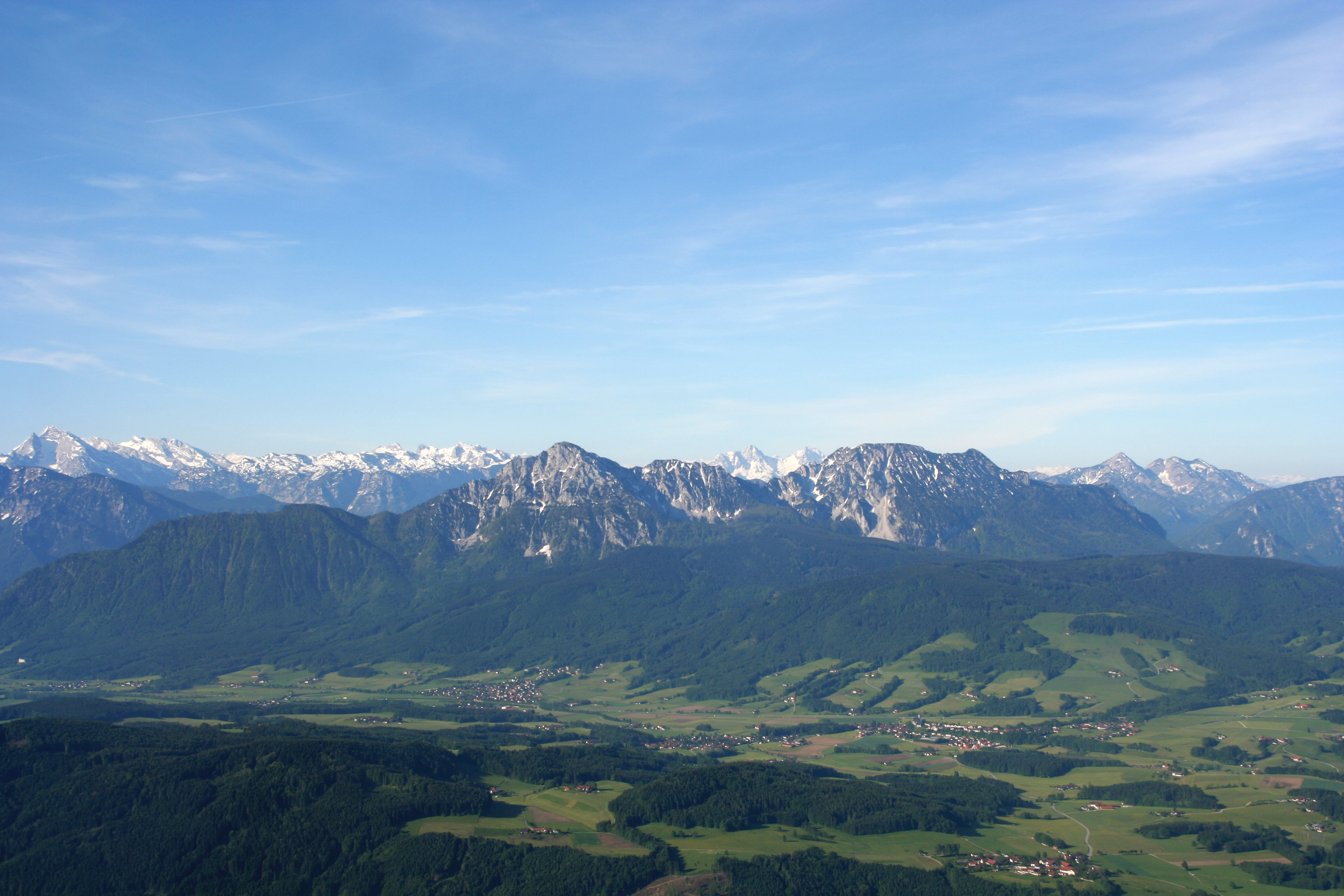

霍赫斯陶芬山（德語：Hochstaufen），是德國的山峰，位於該國南部，由巴伐利亞負責管轄，屬於基姆高山脈的一部分，海拔高度1,771米，每年平均降雨量1,889毫米。